# Харжевский, Пётр Петрович
Пётр Петрович Харжевский (укр. Петро Петрович Харжвеський; род. 3 января 2000, Ладыжин, Винницкая область) — украинский футболист, центральный защитник и центральный полузащитник клуба «Колос» (Ковалёвка). Выступал за юношеские сборные Украины различных возрастов

## Биография
Родился 3 января 2000 года, в городе Ладыжин, Украина. На футбол пошел в шесть лет. Начал футбольный путь в футбольном клубе «Авангард» (Ладыжин). В 12 лет поехал на просмотр в академию футбольного клуба «Карпат». Прошел отбор и уже в сентябре 2013 года обучался в академии «Карпат». На коллективном собрании был выбран капитаном и оставался им до конца обучения.
Каждый год команда УФК «Карпаты» выходила в финальную часть чемпионата Детско-юношеской футбольной лиги Украины, и каждый год сражалась за первые строки чемпионата. Дважды становились серебряными призерами ДЮФЛУ, в сезонах 2013—2014 и 2016—2017 годов.
В сборную Украины вызывался начиная с первых сборов (начиная с U-15), так же, практически с первых сборов был выбран капитаном. За сборную Украины провел 38 игр и забил 9 голов (с учетом товарищеских игр).
В 2017 году, в составе сборной Украины выступал в финальной части чемпионата чемпионата Европы по футболу среди игроков до 17 лет. Провёл все матчи отбора и финальной стадии.
Дебютировал в украинской Премьер-лиге 2 апреля 2019 года, на 87-й минуте домашней игры против полтавской «Ворсклы» заменив Романа Толочко

## Достижения
Командные
- Серебряный призер ДЮФЛУ: 2013/14, 2016/17

Личные
- Лучший защитник ДЮФЛУ: (U-17, 2016/2017)